# Lissonota alpinicola
Lissonota alpinicola är en stekelart som beskrevs av Bauer 1985. Lissonota alpinicola ingår i släktet Lissonota och familjen brokparasitsteklar. Inga underarter finns listade i Catalogue of Life.